# August Vischer

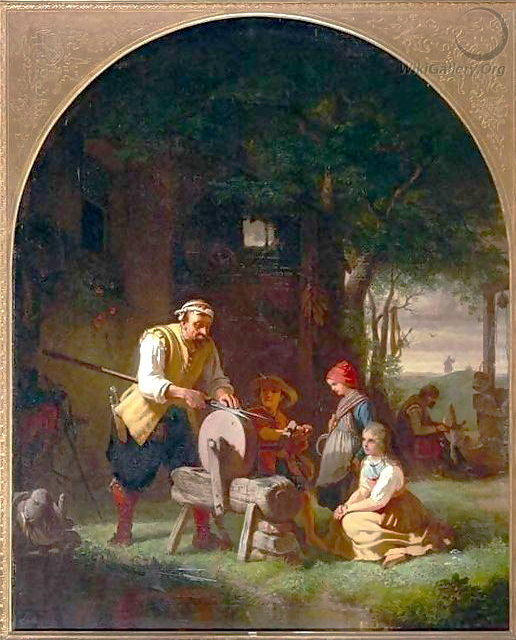
Soldat des Dreißigjährigen Krieges

August Vischer (* 30. Juni 1821 in Waldangelloch; † 8. Januar 1898 in Karlsruhe) war ein deutscher Historienmaler.
Geboren als Sohn eines protestantischen Pfarrers, besuchte Vischer das Lyzeum und Polytechnikum in Karlsruhe. Danach wurde er zum Lithografen ausgebildet.
Vischer begann sein Studium am 4. November 1840 in der Fachrichtung Druckgrafik an der Königlichen Akademie der Künste München bei Peter von Cornelius und Julius Schnorr von Carolsfeld.
Im Zeitraum von 1847 bis 1849 studierte Vischer an der Kunstakademie Antwerpen und dann im Atelier des Genremalers Eugene-François de Block. Zurück in München 1849  beschäftigte er sich mit der Genre- sowie der Historienmalerei. Die Jahre 1853 und 1854 verbrachte Vischer in Paris.
Großherzog Friedrich I. ernannte ihn 1864 zum badischen Hofmaler.
1870 wurde Vischer zum Professor für Figurenzeichnen an der Technischen Hochschule Karlsruhe berufen.

## Werke
- Leitfaden für den Unterricht der Anatomie und Proportionslehre des menschlichen Körpers. Für technische Hochschulen, Kunst-, Baugewerbe- und Kunstgewerbeschulen, Karlsruhe 1878
- Figürlicher Schmuck an Werken der Architektur, 3 Hefte, Karlsruhe 1888.